# Eyb (Ansbach)

Wappen derer von Eyb

Eyb (fränkisch: Aib) ist ein Gemeindeteil der kreisfreien Stadt Ansbach (Mittelfranken, Bayern). Die Gemarkung Eyb hat eine Fläche von 7,789 km². Sie ist in 3061 Flurstücke aufgeteilt, die eine durchschnittliche Fläche von 2544,48 m² haben. In ihr liegen neben dem namensgebenden Ort die Gemeindeteile Aumühle, Kaltengreuth, Schockenmühle und Untereichenbach und die Orte Untereichenbacher Mühle und Weidenmühle.

## Geografie
Unmittelbar südlich des Pfarrdorfs fließt die Fränkische Rezat, in die dort das Brandbächlein rechts und der Eichenbach links münden. Im Südwesten liegt der Feuchtlachwald, und im Norden erhebt sich der Klingenberg (448 m ü. NHN). Der Ort bildet mit Pfaffengreuth im Norden und Ansbach im Westen eine geschlossene Siedlung.
Die Staatsstraße 2223 führt nach Ansbach (1,2 km nordwestlich) bzw. nach Alberndorf (3,5 km östlich). Die Kreisstraße ANs 3 führt zu einer Anschlussstelle der Bundesstraße 13 (2 km südwestlich). Gemeindeverbindungsstraßen führen nach Kaltengreuth (0,6 km östlich) und Untereichenbach (1 km nördlich).

## Geschichte
Der Ort wurde 1165 als „Iwe“ erstmals urkundlich erwähnt. Der Ortsname leitet sich von „îwe“ ab (mhd. für Eibe) und war ursprünglich also eine Flurbezeichnung. Eyb ist der Stammsitz des fränkischen Adelsgeschlechts derer von Eyb. Die ursprüngliche St.-Lambertus-Kapelle in Eyb soll bereits im Jahr 1043 erbaut worden sein.
Das Kloster Heilsbronn erwarb in Eyb im frühen 14. Jahrhundert zwei Güter von den Herren von Ellrichshausen und von Brand.
1460 überfielen Herzog Ludwig IX. von Bayern und dessen Verbündete den Ansbacher Markgrafen Albrecht Achilles. Dabei plünderten und zerstörten sie durch Feuer Eyb und die benachbarten Dörfer Alberndorf, Grüb, Hirschbronn, Katterbach, Obereichenbach, Pfaffengreuth und Untereichenbach. Auch die Eyb’sche Burg und die Kapelle brannten nieder.
1480 wurde eine neue Kirche im spätgotischen Stil errichtet. 1482 wurde St. Lambertus eine eigenständige Pfarrei. 1528 hielt die Reformation in Eyb Einzug.
Im 16-Punkte-Bericht des Oberamtes Ansbach von 1684 wurden für Eyb 40 Mannschaften verzeichnet. Grundherren waren das Hofkastenamt Ansbach (5 Anwesen), das Stiftsamt Ansbach (21 Anwesen), das Klosterverwalteramt Heilsbronn (1 Anwesen), der Bürgermeister und Rat zu Ansbach (3 Anwesen), die Herren von Eyb (5 Anwesen) und die Herren von Crailsheim zu Rügland (5 Anwesen). Das Hochgericht und die Dorf- und Gemeindeherrschaft übte das brandenburg-ansbachische Hofkastenamt Ansbach aus.
Gegen Ende des 18. Jahrhunderts gab es in Eyb mit der Aumühle 48 Anwesen. Das Hochgericht und die Dorf- und Gemeindeherrschaft übte weiterhin das Hofkastenamt Ansbach aus. Grundherren waren
- das Fürstentum Ansbach (38 Anwesen; Hofkastenamt Ansbach: 2 Höfe, 2 Söldengüter, 1 Gütlein, 1 Söldengütlein, 1 Mühle, 1 Mühlgut, 1 Schmied-Sölde, 1 Leerhaus; Stiftsamt Ansbach: 3 Höfe, 1 Beckengut mit Backrecht, 3 Gütlein, 6 Söldengüter, 5 Söldengütlein, 1 Leerhaus, 1 Pfarrgut, 1 Tafernwirtschaft, 1 Tropfhaus; Ansbacher Rat: 2 Söldengüter, 1 Wirts-Sölde; Pfarrei Eyb: 2 Gütlein, 1 Wirts-Sölde; Klosterverwalteramt Heilsbronn: 1 Hof),
- das Rittergut Frohnhof der Herren von Eyb (5 Söldengüter),
- das Rittergut Rügland der Herren von Crailsheim (4 Söldengüter, 1 Söldengütlein).

Neben den Anwesen gab es noch die Kirche und kommunale Gebäude (Schule, Hirtenhaus). Es gab 49 Untertansfamilien, von denen 39 ansbachisch waren. Von 1797 bis 1808 unterstand der Ort dem Justiz- und Kammeramt Ansbach.
1806 kam Eyb an das Königreich Bayern. Im Rahmen des Gemeindeedikts wurde 1808 der Steuerdistrikt Eyb gebildet, zu dem Alberndorf, Aumühle, Büchenmühle, Hirschbronn, Kaltengreuth, Neukirchen, Pfaffengreuth, Schockenmühle, Steinbach, Untereichenbach, Untereichenbacher Mühle und Weidenmühle gehörten. Die Ruralgemeinde Eyb entstand 1811 und war deckungsgleich mit dem Steuerdistrikt. Sie war in Verwaltung und Gerichtsbarkeit dem Landgericht Ansbach zugeordnet und in der Finanzverwaltung dem Rentamt Ansbach (1919 in Finanzamt Ansbach umbenannt).
Mit dem Zweiten Gemeindeedikt (1818) wurde Pfaffengreuth nach Hennenbach umgemeindet. Am 30. September 1827 löste sich Alberndorf mit Büchenmühle, Hirschbronn, Neukirchen und Steinbach von Eyb und bildete eine eigene Ruralgemeinde. Am 25. August 1830 wurde Pfaffengreuth wieder nach Eyb umgemeindet. In der freiwilligen Gerichtsbarkeit unterstanden fünf Anwesen in Eyb und zwei Anwesen in Kaltengreuth von 1822 bis 1836 dem Patrimonialgericht Frohnhof.
Ab 1862 gehörte Eyb zum Bezirksamt Ansbach (1939 in Landkreis Ansbach umbenannt). Die Gerichtsbarkeit blieb beim Landgericht Ansbach, von 1870 bis 1879 war das Stadt- und Landgericht Ansbach zuständig, seit 1880 ist es das Amtsgericht Ansbach. Die Gemeinde hatte 1964 eine Gebietsfläche von 7,911 km².
Am 1. Oktober 1970, also noch vor der Gebietsreform in Bayern, ließ sich Eyb mit zugehörigen Gemeindeteilen nach Ansbach eingemeinden. Ein kleines Denkmal erinnert daran, dass Eyb eine Gemeinde mit langer Geschichte war.

### Baudenkmäler
- Kirchenweg 4: evangelisch-lutherische Pfarrkirche St. Lambertus: Der Bau, dessen Geschichte bis mindestens ins 11. Jahrhundert zurückreicht, wurde ab 1749 von Johann David Steingruber im sogenannten Markgrafenbarock errichtet. An der Südseite der Kirche erinnert ein Epitaph an Johann Schrenk, der 1661 als einer der österreichischen Exilanten des „Landl ob der Enns“ aus Glaubensgründen nach Eyb auswanderten.[23]
- mittelalterliches Steinkreuz aus Sandstein[23]

ehemalige Baudenkmäler
- Ansbacher Straße 5: zweigeschossiger Massivbau des 18. Jahrhunderts mit Ladeerker und Walmdach. Nebengebäude mit Mansarddach[24]
- Ansbacher Straße 9: zweigeschossiges Haus des 18. Jahrhunderts mit rustizierten Ecklisenen, Walmdach und Schleppgauben[24]
- Windsbacher Straße 5: Brauereigebäude mit „1615“ bezeichnetem Rundbogenportal; zweigeschossiger Bau mit Walmdach; profilierte Erdgeschossfenster mit kleinen Voluten. Bau wohl im 19./20. Jahrhundert renoviert.[24]

### Bodendenkmäler
In der Gemarkung Eyb gibt es sechs Bodendenkmäler, darunter:
- Burgstall des Stammsitzes der Freiherren von Eyb, (Burg um 1460 zerstört) auf dem Grundstück Ansbacher Straße Nr. 2[23]

### Einwohnerentwicklung
Gemeinde Eyb
| Jahr      | 1818   | 1840   | 1852   | 1855   | 1861   | 1867   | 1871   | 1875   | 1880   | 1885   | 1890   | 1895   | 1900   | 1905   | 1910   | 1919   | 1925   | 1933   | 1939   | 1946   | 1950   | 1952   | 1961   | 1970   |
| Einwohner | 735    | 530    | 544    | 551    | 506    | 542    | 556    | 570    | 614    | 620    | 632    | 672    | 680    | 696    | 738    | 748    | 758    | 878    | 1089   | 1647   | 1757   | 1741   | 2036   | 2667   |
| Häuser    | 131    | 81     |        |        |        |        | 89     |        |        | 97     | 96     |        | 104    |        |        |        | 110    |        |        |        | 194    |        | 311    |        |
| Quelle    | [ 26 ] | [ 27 ] | [ 28 ] | [ 28 ] | [ 29 ] | [ 30 ] | [ 31 ] | [ 32 ] | [ 33 ] | [ 34 ] | [ 35 ] | [ 28 ] | [ 36 ] | [ 28 ] | [ 37 ] | [ 28 ] | [ 38 ] | [ 28 ] | [ 28 ] | [ 28 ] | [ 39 ] | [ 28 ] | [ 20 ] | [ 40 ] |

Ort Eyb
| Jahr      | 001807 | 001818 | 001840 | 001861 | 001871 | 001885 | 001900 | 001925 | 001950 | 001961 | 001970 | 001987 |
| Einwohner | 319    | 293    | 361    | *355   | 357    | 419    | 509    | 572    | 1128   | 1713   | 2272   | †3052  |
| Häuser    | 53     | 53     | 52     |        |        | 71     | 78     | 81     | 126    | 251    |        | †814   |
| Quelle    | [ 41 ] | [ 26 ] | [ 27 ] | [ 29 ] | [ 31 ] | [ 34 ] | [ 36 ] | [ 38 ] | [ 39 ] | [ 20 ] | [ 40 ] | [ 1 ]  |

## Wappen
Das Eyber Wappen zeigt seit langer Zeit den Pfauenrumpf. Das rührt angeblich daher, dass Georg von Eyb als „Pfau“ tituliert wurde. Ab ca. 1400 zeigt das Wappen im Schild die Jakobsmuschel, während der Pfauenrumpf in das Oberwappen wanderte. Der Sage nach wurden Ludwig II. von Eyb nach einer Pilgerreise (1341) nach Palästina von Kaiser Ludwig dem Bayern 1352 drei rote Seemuschelschalen auf silbernem Schild verliehen. Die Kaiserin Margarethe I. von Holland, deren Hofmeister er war, zeichnete den adligen Herrn „für treue Dienste“ mit einem goldenen Halsbändchen am Pfauenhals des Wappens aus.

## Religion
Der Ort ist seit der Reformation evangelisch-lutherisch geprägt und Sitz der Pfarrei St. Lambertus. Die Einwohner römisch-katholischer Konfession sind nach St. Ludwig (Ansbach) gepfarrt.

## Wirtschaft und Infrastruktur
Im Industriegebiet Eyb siedeln mehrere Firmen, unter anderem hat die Diehl Metering GmbH (bis 30. September 2014 Hydrometer GmbH), ein weltweit bekannter Hersteller von Wasser- und Wärmezählern, dort einen Sitz.